# Callida circumcincta
Callida circumcincta är en skalbaggsart som beskrevs av Bates. Callida circumcincta ingår i släktet Callida och familjen jordlöpare. Inga underarter finns listade i Catalogue of Life.